# فأر يمني
فأر يمني (باللاتينية: Myomyscus yemeni) هو نوع من القوارض من فصيلة الفأريات. يتواجد بكل من اليمن و السعودية